# Billy Evans (cầu thủ bóng đá, sinh năm 1921)
William Emmanuel Evans (5 tháng 9 năm 1921 – 26 tháng 7 năm 1960) là một cầu thủ bóng đá người Anh.
Ông mất vì ung thư phổi ở Grimsby năm 1960, hưởng dương 38 tuổi.